# Sitio de Limerick (1690)
El asedio de Limerick de 1690 fue una batalla librada en agosto de 1690, durante la Guerra de la Liga de Augsburgo .   
Limerick es una ciudad en el oeste de Irlanda . Está defendido por el imponente castillo del rey Juan. La ciudad fue sitiada dos veces durante la Guerra de la Liga de Augsburgo. El primero de estos asedios comienza el 7 août cuando el ejército protestante llega a la ciudad persiguiendo las fuerzas jacobitas. Una emboscada retardando la llegada de su artillería, el asalto no tuvo lugar hasta 27 août . Tras tres horas y media de lucha, las pérdidas protestantes son importantes y Guillaume da la orden de retirarse. Limerick permaneció una fortaleza jacobita hasta el segundo asedio que tuvo lugar el año siguiente.

## Antecedentes estratégicos
Tras la defensa exitosa de Derry y el asedio de Carrickfergus, los jacobitas habían perdido el control del norte de Irlanda a finales de 1689. Su derrota en la batalla de Boyne el 1 de julio de 1690 vio que sus fuerzas se retiraban desordenadamente de la parte oriental del país, abandonando la capital Dublín en el proceso. El propio Jaime II había huido de Irlanda hacia Francia, juzgando sus perspectivas militares allí desesperadas. Los jacobitas irlandeses todavía en el campo se encontraron en la misma posición que los confederados católicos de una generación antes: manteniendo un enclave detrás del río Shannon, basado en las ciudades de Limerick y Galway . El principal ejército jacobita se había retirado a Limerick después de su derrota en Boyne.
Algunos de sus comandantes superiores, en particular Richard Talbot, primer conde de Tyrconnell, querían rendirse a los guillemitas mientras aún podían conseguir buenas condiciones, pero fueron anulados por oficiales irlandeses como Patrick Sarsfield, que querían seguir luchando. La razón principal por la que muchos oficiales jacobitas se resistían a rendirse fueron los duros términos de rendición publicados por Guillermo en Dublín después de su victoria en el Boyne. Estos términos ofrecían un perdón sólo en la base jacobita y no en los oficiales ni en la clase terrateniente. El comandante francés del jacobita, Lauzun, también quiso rendirse, expresando su consternación por el estado de las fortificaciones de Limerick, diciendo que podrían ser "derrocadas por manzanas asadas".
Sin embargo, había suficientes tropas jacobitas para defender a Limerick. Un total de 14.500 infantes jacobitas fueron alojados en Limerick y otros 2.500 de caballería en Clare bajo Sarsfield. Además, la moral de los soldados corrientes era alta, pese a la derrota en el Boyne. Esto se debió a la circulación de una antigua profecía irlandesa que los irlandeses ganarían una gran victoria sobre los ingleses fuera de Limerick y los expulsarían de Irlanda. Esto puede parecer raro, pero estas profecías eran una parte importante de la cultura popular irlandesa de la época. Los guillemitas se burlaron de esta superstición en canciones como Lillibullero . El diputado de Lauzun, el marqués de Boisseleau, apoyó a los intransigentes en sus intentos de defender la ciudad y supervisó las mejoras en las defensas de Limerick.

## Asalto a Limerick

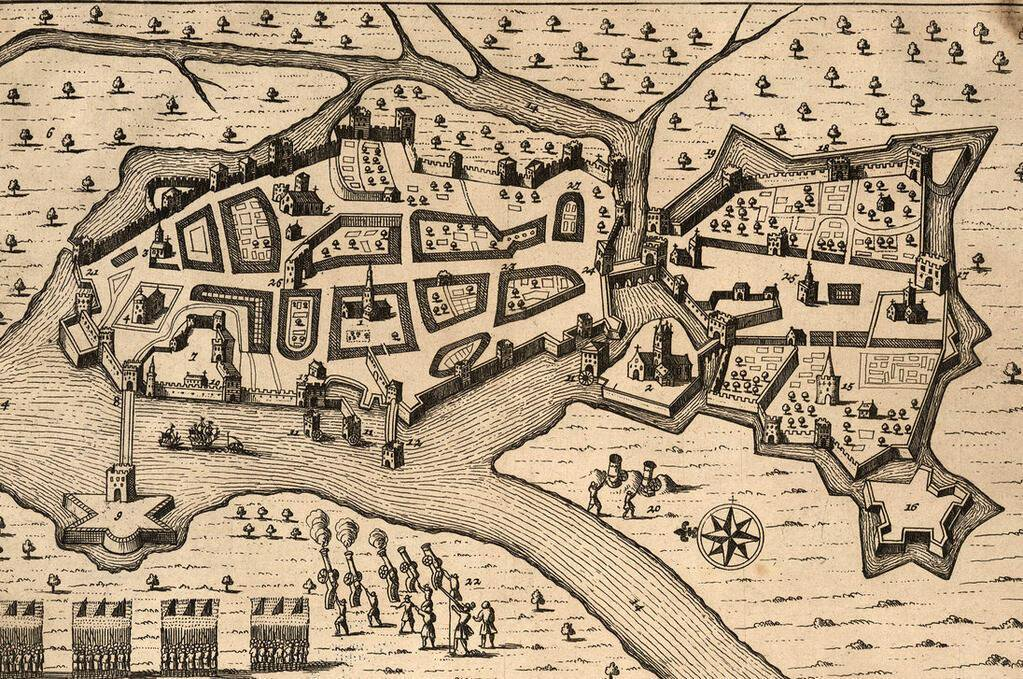
Cerco de Limerick 1690.

En ese momento era finales de agosto. Se acercaba el invierno y Guillermo quería terminar la guerra de Irlanda para poder volver a los Países Bajos y sacar adelante el negocio principal de la Guerra de la Gran Alianza contra los franceses. Por ese motivo, decidió un asalto total a Limerick.
Sus cañones de asedio hicieron volar una brecha en las murallas de la sección de la "ciudad irlandesa" de la ciudad y Guillermo lanzó su asalto el 27 de agosto. La brecha fue asaltada por granaderos daneses, pero el oficial francés del jacobita, Boisseleau, había construido un movimiento de tierras o un golpe de tierra dentro de los muros y había levantado barricadas en las calles, impidiendo a los atacantes. Los granaderos daneses, y los ocho regimientos que les siguieron hasta la brecha, sufrieron terriblemente por la mosquetería y el tiro de cañones a quemarre. Soldados jacobitas sin armas y la población civil (incluidas, famosas, las mujeres) se alinearon en las paredes y arrojaron piedras y botellas a los atacantes. Un regimiento de dragones jacobitos también hizo una salida y atacó a los guillemitas en la brecha desde el exterior. Tras tres horas y media de lucha, Guillermo finalmente canceló el asalto.

## El ataque de Sarsfield a Ballyneety
Guillermo de Orange y su ejército llegaron a Limerick el 7 de agosto de 1690 con 25.000 hombres y ocuparon el fuerte de Ireton y el fuerte de Cromwell (construido durante el asedio de Limerick (1650–1651) ) fuera de la ciudad. Sin embargo, sólo tenía con él su artillería de campo, ya que su cañón de sitio todavía se estaba haciendo camino desde Dublín con una escolta ligera. Este tren de sitio fue interceptado por la caballería de Sarsfield, (600 hombres guiados por " Galloping Hogan ") en Ballyneety, y destruido, junto con los cañones y municiones de sitio de los guillemitas. Esto significó que Guillermo tuvo que esperar diez días más antes de poder empezar a bombardear Limerick en serio, mientras que otro tren de asedio se llevaba desde Waterford .

## Retirada de los guillemitas
Los hombres de Guillermo habían sufrido unas 3.000 bajas, incluidas muchas de sus mejores tropas holandesas, danesas, alemanas y hugonotas. Los jacobitos perdieron sólo 400 hombres en la batalla. Debido al empeoramiento del tiempo, Guillermo canceló el asedio y puso a sus tropas en los cuarteles de invierno, donde otros 2.000 de ellos murieron de enfermedad. El propio Guillermo dejó Irlanda poco después, volviendo a Londres. Posteriormente se marchó de allí para tomar el mando de las fuerzas aliadas que luchaban en Flandes, y dejó Godert de Ginkell para comandar en Irlanda. El año siguiente Ginkell obtuvo una victoria importante en la batalla de Aughrim.
Tras el asedio, Guillermo Dorrington fue nombrado gobernador de la ciudad y empezaron los preparativos para mejorar las fortificaciones. Limerick debía seguir siendo una fortaleza jacobita hasta que se rindió en octubre de 1691 después de otro asedio de las tropas de Guillermo. Tras la pérdida de este último gran bastión, Patrick Sarsfield llevó al ejército al exilio en la Fuga de los Gansos Salvajes al continente, donde continuaron al servicio de la causa de James y sus sucesores.